# Капин-Бранку
Капин-Бранку (порт. Capim Branco) — муниципалитет в Бразилии. входит в штат Минас-Жерайс. Составная часть мезорегиона Агломерация Белу-Оризонти. Входит в экономико-статистический микрорегион Сети-Лагоас, который входит в Агломерация Белу-Оризонти. Население составляет 9050 человек на 2006 год. Занимает площадь 94,147 км². Плотность населения — 96,1 чел./км².

## История
Город основан 12 декабря 1953 года. 

## Статистика
- Валовой внутренний продукт на 2003 год составляет 30 166 263,00 реалов (данные: Бразильский институт географии и статистики).
- Валовой внутренний продукт на душу населения на 2003 год составляет 3539,40 реалов (данные: Бразильский институт географии и статистики).
- Индекс развития человеческого потенциала на 2000 год составляет 0,751 (данные: Программа развития ООН).